# Илинский, Антоний Александр
Анто́ний Алекса́ндр Или́нский (пол. Antoni Aleksander Iliński, 1814 — 2 июня 1861), известный также под именем Мехме́т Искенде́р Паша́ (тур. Mehmet İskender Paşa) — польский, затем турецкий военный деятель. Был борцом за независимость Польши и принимал участие в восстаниях против австрийско-прусского альянса. В 1844 году перешёл в ислам, после чего занимал высокие военные должности в Османской империи, при дворе Абдул-Меджида I. В 1855 году во время Крымской войны получил титул паши.

## Биография
Родился в городе Жилина, ныне в Словакии. В 1830 году, будучи молодым офицером Литовского Легиона, принял участие в Польском восстании. После восстания принимал активное участие в деятельности консервативного крыла польской эмиграции, возглавлявшегося Адамом Ежи Чарторыйским. В 1833 году принял участие в неудачной попытке Юзефа Бема сформировать польский легион для участия в свержении режима в Португалии. Участвовал в осаде Герата (1836), затем отправился в Алжир и в рядах французов сражался с Абдель-Кадером.
В 1844 году Илинский был арестован в Константинополе по просьбе российского правительства по обвинению в сотрудничестве с Михаилом Чайковским, в это время формировавшим казачье войско для защиты польской идеи. Чтобы избежать суда, он согласился принять ислам под именем Мехмет Искендер. После принятия ислама был немедленно освобождён и принят в турецкую армию майором под именем Искандер-Бег. В 1848—1849 годах снова был помощником Бема, на этот раз во время революции в Венгрии. После служил в Румелии под началом Омера Лютфи-Паши.
После начала Крымской войны в 1853 году Искандер-Бегу были поручены организация и обучение отрядов башибузуков вдоль Дуная. На следующий год он провёл несколько успешных кавалерийских атак на позиции русской армии, за что был повышен в ранге, а в начале 1855 года переведён в Евпаторию, где ему было поручено командование кавалерийским отрядом из 400 человек. Его отряд сыграл решающую роль в отражении штурма Евпатории русскими войсками, за что Ильинский получил титул паши, соответствующий генералу. На разных полях сражений Европы и Азии получил до 40 ран.
В том же году он был назначен командующим авангардом армии Омера-паши, высадившейся в Сухуме в надежде подойти по земле к Карсу и снять осаду Карса русскими войсками. Карс сдался русской армии ещё до того, как войско Омера-паши смогло подойти на помощь.
В 1857 году Омер-паша был переведён в Багдад, и Мехмет Искандер Паша был вызван туда. Он провёл четыре года в Багдаде, в частности, подавив восстания в Неджде и около Басры. По возвращении в Константинополь в 1861 году, он неожиданно почувствовал себя плохо после официального приёма и умер 2 июня 1861 года. Похоронен в Стамбуле.